# Tchetvert
Le tchetvert (en russe : четверть, littéralement quart) est le nom d'un ensemble d'anciennes unités de mesure russes.

## Unité de volume
Employé jusqu'au XXe siècle le tchetvert est employé entre autres pour mesurer les volumes des céréales (et généralement de matières sèches). Il faisait partie du système de mesure de l'Empire russe et équivalait environ 200 l.
Le tchetvert existait aussi comme mesure de volume pour les liquides (environ 3 l).

## Unité de masse
Variant dans le temps et en fonction de la marchandise pesé le tchevert correspondait à un multiple du poud (de trois à douze pouds selon le cas). L'unité a été abolie en 1696.

## Unité de longueur
Le tchetvert, au XVIe et XVIIe siècles, valait un quart d'archine. Cela donne soit exactement 17,78 cm (en prenant pour référence de base la valeur de la verste comme égale à 1066,8 mètres), soit environ 17,7796833333 cm (avec comme base une valeur de la verste légèrement différente et égale à 1066,781 mètres).
Unité abolie en 1696.

## Unité de superficie
Jusqu'en 1766 un tchetvert, ou tchet, représentait une superficie d'environ un demi hectare.